# Wyspa Refulacyjna

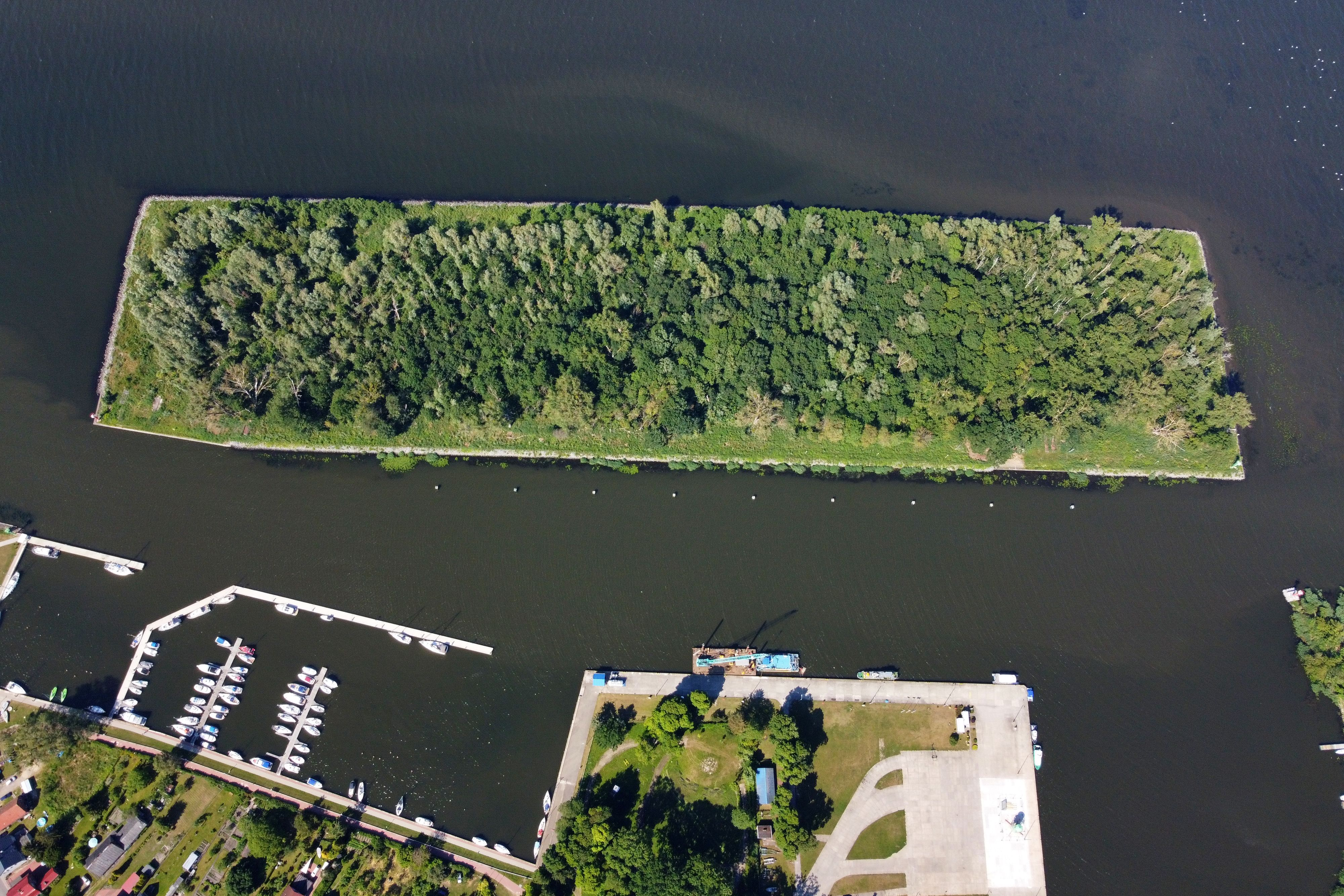
Wyspa Refulacyjna

Wyspa Refulacyjna (do 1945 niem. Wellen-Brecher) – sztuczna wyspa na Zalewie Szczecińskim. Wyspa osłania port w Trzebieży koło Polic. Ma ok. 0,03 km² powierzchni i wznosi się ok. 1,3 m n.p.m.
Powstawała od drugiej połowy XIX w. z urobku wydobytego podczas budowy i pogłębiania portu oraz torów podejściowych do Trzebieży. Ostatnie zasilenie wyspy urobkiem miało miejsce w latach 1996–1997, gdy pogłębiano północny tor podejściowy do Trzebieży.
Wyspa znajduje się w granicach obszaru Natura 2000 – Ujście Odry i Zalew Szczeciński.